# Peribatodes nigerrima
Peribatodes nigerrima là một loài bướm đêm trong họ Geometridae.